# 동마산소방서
동마산소방서는 마산회원구를 담당하던 경상남도 소방본부 산하의 소방서였다.
2008년 마산소방서로 병합되었으며, 소방서장은 지방소방정으로 임명했다.

## 연혁
- 1991년 개서 (담당구역: 회원구, 의령군, 함안군, 창녕군)
- 2005년 창녕소방서 분리로 담당구역 변경: (관할구역: 회원구, 의령군, 함안군)
- 2006년 함안소방서 분리로 담당구역 변경: (관할구역: 회원구)
- 2008년 1시군구 1소방서 원칙에 따라 해체

## 관할센터 및 관할구역
동마산소방서는 폐지 당시 5개 119안전센터와 1개 구조대를 산하에 두고 있었다. 주소는 현재 위치이다.
| 명칭                   | 사진 | 주소                  | 관할구역       |
| ---------------------- | ---- | --------------------- | -------------- |
| 양덕119안전센터        |      | 삼호로 63             | 양덕동, 석전동 |
| 석전119안전센터        |      | 양덕옛1길 62          | 회원동, 회성동 |
| 양봉119안전센터        |      | 자유무역1길 22        | 봉암동         |
| 구암119안전센터        |      | 팔용로 186            | 합성동, 구암동 |
| 내서119안전센터        |      | 내서읍 중리공단로 104 | 내서읍         |
| 동마산소방서 119구조대 |      | 삼호로 63             | 회원구 일원    |

## 같이 보기
- 대한민국 소방방재청
- 대한민국의 소방
- 소방관 계급